# Governador Archer
Governador Archer é um município brasileiro do estado do Maranhão. Sua população estimada em 2022 é de 10.231 habitantes.

## História
O povoamento da cidade de Governador Archer e de sua sede teve início por Manoel Paciência, em 1930. Existia entrada nas matas da região com o objetivo de encontrar terras férteis e produtivas para a lavoura. Como marco de sua missão construiu sua casa coberta de palha, trouxe sua família e também outros desbravadores.
Apesar das dificuldades, iniciou um progressivo crescimento populacional com o convite que fez ao senhor José Lourenço, que havia chegado com uma grande família na cidade de Dom Pedro, vindo de Bom Jardim, estado do Ceará.
Governador Archer era conhecido como Centro do Paciência, em homenagem ao primeiro morador (Manoel Paciência). Esse povoado cresceu rapidamente em tamanho e produtividade, tornando-se assim inevitável sua elevação a categoria de Vila, o que ocorreu a 1° de janeiro de 1958, através do decreto-lei n° 01/58, no governo de Sebastião Archer.
Com a elevação para município e distrito com a denominação Governador Archer, deu-se pela lei estadual n° 5, de 10 de novembro de 1959, desmembrado de Dom Pedro.

## Geografia
A área do município de Governador Archer é de 445,856 quilômetros quadrados, o que o coloca na posição 174 dentre as 217 cidades do Maranhão.
| Área da unidade territorial [2024] | 445,856 km²                             |
| Hierarquia urbana [2018]           | Centro Local                            |
| Região de Influência [2018]        | Presidente Dutra - Centro Subregional B |
| Região intermediária [2024]        | Presidente Dutra                        |
| Região imediata [2024]             | Presidente Dutra                        |
| Mesorregião [2022]                 | Centro Maranhense                       |
| Microrregião [2022]                | Presidente Dutra                        |

Fonte: IBGE
| Bioma predominante [2024]             | Cerrado  |
| Área urbanizada [2019]                | 2,09 km² |
| Esgotamento sanitário adequado [2010] | 8,4 %    |
| Arborização de vias públicas [2010]   | 77,3 %   |
| Urbanização de vias públicas [2010]   | 5,1 %    |

Fonte: IBGE
Educação
Em 2010, a taxa de escolarização de 6 a 14 anos de idade do município era de 96,6%. Comparando-se com outras cidades do estado do Maranhão, ficava na posição 117 de 217.
| Taxa de escolarização de 6 a 14 anos de idade [2010]             | 96,6 %           |
| IDEB – Anos iniciais do ensino fundamental (Rede pública) [2023] | 5,1              |
| IDEB – Anos finais do ensino fundamental (Rede pública) [2023]   | 4,2              |
| Matrículas no ensino fundamental [2023]                          | 1.438 matrículas |
| Matrículas no ensino médio [2023]                                | 355 matrículas   |
| Docentes no ensino fundamental [2023]                            | 99 docentes      |
| Docentes no ensino médio [2023]                                  | 21 docentes      |
| Número de estabelecimentos de ensino fundamental [2023]          | 19 escolas       |
| Número de estabelecimentos de ensino médio [2023]                | 1 escolas        |

Fonte: IBGE
Demografia
De acordo com o Censo Demográfico de 2022, a população da cidade era de 10.231 habitantes e a densidade demográfica era de 22,95 habitantes por quilômetro quadrado. Comparando-se com outros municípios do estado do Maranhão, ficava nas posições 168 e 80 de 217.
| População no último censo [2022] | 10.231 pessoas                          |
| População estimada [2024]        | 10.472 pessoas                          |
| Densidade demográfica [2022]     | 22,95 habitante por quilômetro quadrado |

Fonte: IBGE
Economia
Em 2021, o PIB per capita do município era de R$ 8.409,54. Comparando-se com outros municípios do estado do Maranhão, ficava na posição 135 de 217.
| PIB per capita [2021]                                                                           | 8.409,54 R$      |
| Índice de Desenvolvimento Humano Municipal (IDHM) [2010]                                        | 0,565            |
| Total de receitas brutas realizadas [2023]                                                      | 51.346.889,58 R$ |
| Transferências correntes (Percentual em relação às receitas correntes brutas realizadas) [2023] | 94,94 %          |
| Total de despesas brutas empenhadas [2023]                                                      | 51.258.356,05 R$ |

Fonte: IBGE
| Salário médio mensal dos trabalhadores formais [2022]                                             | 2,8 salários mínimos |
| Pessoal ocupado [2022]                                                                            | 427 pessoas          |
| População ocupada [2022]                                                                          | 4,17 %               |
| Percentual da população com rendimento nominal mensal per capita de até 1/2 salário mínimo [2010] | 52,2 %               |

Fonte: IBGE
Saúde
Em 2022, a taxa de mortalidade infantil média na cidade era de 14,93 para 1.000 nascidos vivos. Já as internações devido a diarreias são de 19,5 para cada 1.000 habitantes. Comparando-se com todos os municípios do estado do Maranhão, ficava nas posições 103 e 125 de 217.
| Mortalidade Infantil [2022]              | 14,93 óbitos por mil nascidos vivos     |
| Internações por diarreia pelo SUS [2022] | 19,5 internações por 100 mil habitantes |
| Estabelecimentos de Saúde SUS [2009]     | 7 estabelecimentos                      |

Fonte: IBGE